# Villaggio imperiale
Un villaggio imperiale (in tedesco: Reichsdorf) era l'entità statale più piccola del Sacro Romano Impero. Essi erano delle immediatezze imperiali, non avendo alcun altro signore all'infuori dell'imperatore, ma, non essendo stati dell'impero, essi non erano ascritti ad alcun circolo imperiale e non erano rappresentati nella Dieta imperiale. Questo li rendeva affini ai possedimenti dei cavalieri imperiali. Gli abitanti dei villaggi imperiali erano considerati uomini liberi.

## Storia
I villaggi imperiali —retaggi del demanio reale dell'epoca degli Hohenstaufen—erano tutti collocati nella parte meridionale ed occidentale della Germania ed in Alsazia. Originariamente erano 120 villaggi, ma il loro numero venne drasticamente ridotto nel corso dell'epoca moderna. Alla pace di Vestfalia del 1648, quaranta villaggi imperiali alsaziani passarono alla Francia. Alcuni di essi, particolarmente piccoli, erano definiti "comunità rurali imperiali" (in tedesco: Reichsweiler).
All'epoca della Reichsdeputationshauptschluss del 1803, solo cinque villaggi imperiali erano rimasti entro i confini dell'impero: Gochsheim, Sennfeld, Holzhausen, Soden e Sulzbach. Holzhausen era un villaggio in condominio, due terzi del quale appartenevano all'imperatore mentre la terza parte era soggetta a vari signori feudali. Inoltre, gli uomini liberi di Leutkirch im Allgäu costituivano una repubblica contadina autonoma. Anche se costitutivamente essi erano l'entità più piccola dell'Impero, la grandezza di questi villaggi poteva variare a seconda dei casi.
Questi villaggi conservarono per secoli i loro diritti giudiziari ed il loro status di comunità libere pur non possedendo una forza armata.